# Championnats d'Europe d'escrime 2007
Navigation
Édition précédente Édition suivante
Les championnats d'Europe d'escrime 2007 ont été disputés à Gand en Belgique entre le 2 juillet 2007 et le 7 juillet 2007. La compétition organisée par la fédération belge d’escrime, sous l’égide de la Confédération Européenne d’Escrime a vu s'affronter des tireurs de 37 pays européens lors de 12 épreuves différentes.
Placés à deux mois des championnats du monde et à un an des Jeux Olympiques de Pékin ces championnats sont très importants car ils vont permettre pour nombre de tireurs de se qualifier pour ces deux événements majeurs.
Ordre de passage des épreuves :
- 2 juillet : Sabre masculin et fleuret féminin ;
- 3 juillet : Épée féminine et fleuret masculin ;
- 4 juillet : Épée masculine et sabre féminin ;
- 5 juillet : Épreuves par équipes sabre masculin et fleuret féminin ;
- 6 juillet : Épreuves par équipes épée féminine et fleuret masculin ;
- 7 juillet : Épreuves par équipes épée masculine et sabre féminin.

## Médaillés
| Épreuves                               | Or                                                                                            | Argent                                                                                  | Bronze                                                                                  |
| -------------------------------------- | --------------------------------------------------------------------------------------------- | --------------------------------------------------------------------------------------- | --------------------------------------------------------------------------------------- |
| Épée                                   |                                                                                               |                                                                                         |                                                                                         |
| Hommes individuel résultats détaillés  | Jérôme Jeannet                                                                                | Matteo Tagliariol                                                                       | Fabian Kauter Anton Avdeev                                                              |
| Hommes par équipes résultats détaillés | Hongrie- Géza Imre - Gábor Boczkó - Iván Kovács - Krisztian Kulcsar                           | Pologne- Radosław Zawrotniak - Krzysztof Mikolajczak - Tomasz Motyka - Robert Andrzejuk | France- Jérôme Jeannet - Ulrich Robeiri - Fabrice Jeannet - Érik Boisse                 |
| Femmes individuel résultats détaillés  | Laura Flessel                                                                                 | Emma Samuelsson                                                                         | Britta Heidemann Irina Embrich                                                          |
| Femmes par équipes résultats détaillés | Italie- Cristina Cascioli - Bianca Del Carretto - Nathalie Moellhausen - Francesca Boscarelli | Hongrie- Timea Nagy - Emese Szasz - Adrienn Hormay - Ildikó Mincza-Nébald               | France- Laura Flessel - Hajnalka Kiraly - Maureen Nisima - Audrey Descouts              |
| Fleuret                                |                                                                                               |                                                                                         |                                                                                         |
| Hommes individuel résultats détaillés  | Andrea Baldini                                                                                | Benjamin Kleibrink                                                                      | Erwann Le Péchoux Salvatore Sanzo                                                       |
| Hommes par équipes résultats détaillés | Allemagne- Peter Joppich - Benjamin Kleibrink - Christian Schlechtweg - Dominik Behr          | Russie- Renal Ganeyev - Aleksey Cheremisinov - Andrei Deev - Aleksey Khovansky          | Italie- Andrea Baldini - Simone Vanni - Salvatore Sanzo                                 |
| Femmes individuel résultats détaillés  | Evgenia Lamonova                                                                              | Valentina Vezzali                                                                       | Margherita Granbassi Olha A. Leleyko                                                    |
| Femmes par équipes résultats détaillés | Hongrie- Edina Knapek - Aida Mohamed - Virginie Újlaki - Gabriella Varga                      | Russie- Svetlana Boyko - Yana Ruzavina - Aida Shanayeva - Evgenia Lamonova              | Italie- Margherita Granbassi - Valentina Vezzali - Giovanna Trillini - Ilaria Salvatori |
| Sabre                                  |                                                                                               |                                                                                         |                                                                                         |
| Hommes individuel résultats détaillés  | Jorge Pina                                                                                    | Aleksey Yakimenko                                                                       | Stanislav Pozdniakov Mihai Covaliu                                                      |
| Hommes par équipes résultats détaillés | Russie- Stanislav Pozdniakov - Aleksey Yakimenko - Nikolay Kovalev - Veniamin Reshetnikov     | Biélorussie- Dmitri Lapkes - Aliaksandr Buikevich - Valery Pryiemka - Fedor Nemirovitch | France- Vincent Anstett - Nicolas lopez - Julien Pillet - Boris Sanson                  |
| Femmes individuel résultats détaillés  | Ekaterina Fedorkina                                                                           | Sofia Velikaïa                                                                          | Orsolya Nagy Olena Khomrova                                                             |
| Femmes par équipes résultats détaillés | France- Carole Vergne - Anne-Lise Touya - Léonore Perrus - Cécile Argiolas                    | Ukraine- Nina Kozlova - Olena Khomrova - Olha Kharlan - Halyna Pundyk                   | Russie- Svetlana Kormilitsyna - Ekaterina Fedorkina - Sofia Velikaïa - Elena Netchaeva  |

## Tableau des médailles
| Rang  | Nation      | Or | Argent | Bronze | Total |
| ----- | ----------- | -- | ------ | ------ | ----- |
| 1     | Russie      | 3  | 4      | 3      | 10    |
| 2     | France      | 3  | 0      | 4      | 7     |
| 3     | Italie      | 2  | 2      | 4      | 8     |
| 4     | Hongrie     | 2  | 1      | 1      | 4     |
| 5     | Allemagne   | 1  | 1      | 1      | 3     |
| 6     | Espagne     | 1  | 0      | 0      | 1     |
| 7     | Ukraine     | 0  | 1      | 2      | 3     |
| 8     | Biélorussie | 0  | 1      | 0      | 1     |
| -     | Pologne     | 0  | 1      | 0      | 1     |
| -     | Suède       | 0  | 1      | 0      | 1     |
| 11    | Estonie     | 0  | 0      | 1      | 1     |
| -     | Roumanie    | 0  | 0      | 1      | 1     |
| -     | Suisse      | 0  | 0      | 1      | 1     |
| Total | Total       | 12 | 12     | 18     | 42    |

## Coupe des Nations
| Place | Pays            | Points |
| ----- | --------------- | ------ |
| 1er   | Russie          | 424    |
| 2e    | Italie          | 372    |
| 3e    | France          | 324    |
| 4e    | Hongrie         | 288    |
| 5e    | Allemagne       | 228    |
| 6e    | Ukraine         | 214    |
| 7e    | Pologne         | 204    |
| 8e    | Roumanie        | 202    |
| 9e    | Espagne         | 108    |
| 10e   | Royaume-Uni     | 98     |
| 11e   | Biélorussie     | 94     |
| 12e   | Suisse          | 84     |
| 13e   | Suède           | 80     |
| 14e   | Estonie         | 58     |
| 15e   | Autriche        | 56     |
| 16e   | Belgique        | 44     |
| -     | Israël          | 44     |
| 18e   | Tchécoslovaquie | 34     |
| 19e   | Portugal        | 32     |
| 20e   | Danemark        | 26     |
| 21e   | Pays-Bas        | 24     |
| 22e   | Norvège         | 22     |
| -     | Grèce           | 22     |
| 24e   | Finlande        | 18     |
| 25e   | Azerbaïdjan     | 16     |
| 26e   | Slovaquie       | 8      |
| 27e   | Islande         | 6      |
| -     | Moldavie        | 6      |
| -     | Serbie          | 6      |
| 30e   | Croatie         | 4      |
| -     | Lettonie        | 4      |
| -     | Irlande         | 4      |
| 33e   | Slovénie        | 2      |
| -     | Bulgarie        | 2      |